# Hugues Aufray
Hugues Jean Marie Aufray (Neuilly-sur-Seine, 18 agosto 1929) è un cantautore francese.

## Biografia
Nel 1964 ha rappresentato il Lussemburgo all'Eurovision Song Contest 1964 con il brano Dès que le printemps revient. Altre sue canzoni conosciute sono Céline, Santiano e Stewball.
Aufray è anche conosciuto come interprete di cover in francese di brani di Bob Dylan. 
Nel film Un'estate in Provenza è attore, interpreta  Élie, uno degli amici hippies dei protagonisti, Paul e Irène.
Aveva una sorella, Pascale Audret, ed ha una nipote, l'attrice Julie Dreyfus.
Nel 2022, ha ricevuto un premio speciale che celebra la sua carriera musicale e artistica, durante il 63º Congresso Internazionale della Société des Poètes et Artistes de France (SPAF) organizzato a Sorèze (Tarn - Occitania) dove è stato allievo della scuola-abbazia della città.
Nel 2023, il 3 settembre, si sposa con la sua compagna Murielle Mégevande in seconde nozze.